# لانس جونسون
لانس جونسون (بالإنجليزية: Lance Johnson)‏ هو لاعب كرة قاعدة أمريكي، ولد في 6 يوليو 1963 في سينسيناتي في الولايات المتحدة.

## وصلات خارجية
- لانس جونسون على موقعبيزبول رفرنس.كوم (الدوري الرئيسي) (الإنجليزية)